# Maacher
Maacher är en kulle i Luxemburg. Den ligger i kommunen Clervaux, i den norra delen av landet, 46 kilometer norr om staden Luxemburg. Toppen på Maacher är 456 meter över havet.